# Тэнрю (лёгкий крейсер)
Тэнрю (яп. 天龍) — японский лёгкий крейсер, головной корабль одноимённого типа.

## Строительство
Крейсер «Тэнрю» был заложен на стапеле Морского арсенала в Йокосуке 7 мая 1917 года. Спущен на воду 11 марта 1918 года.
На ходовых испытаниях 26 мая 1919 года у Татэямы крейсер на мерной миле развил 34,206 узла при водоизмещении 3530 тонн и мощности силовой установки в 59844 лошадиных сил, показав тем самым результат лучше проектного (33 узла).
Однако из-за повреждения в ходе испытаний ротора левой паровой турбины «Тэнрю» вступил в строй лишь 20 ноября того же года, на полгода позже, чем заложенный позднее однотипный «Тацута».

## Командиры
- 20.7.1918 — 20.11.1920 капитан 1 ранга (тайса) Кандзо Какуто (яп. 角田貫三);
- 20.11.1920 — 1.12.1921 капитан 1 ранга (тайса) Тэйдзиро Мурасэ (яп. 村瀬貞次郎);
- 1.12.1921 — 29.5.1922 капитан 1 ранга (тайса) Нориёси Ёкоо (яп. 村瀬貞次郎);
- 29.5.1922 — 1.12.1922 капитан 1 ранга (тайса) Тацудзо Кавамура (яп. 河村達蔵);
- 1.12.1922 — 15.10.1923 капитан 1 ранга (тайса) Хадзимэ Мацусита (яп. 松下元);
- 15.10.1923 — 1.12.1924 капитан 2 ранга (тюса)[прим. 1] Синъити Огури (яп. 松下元);
- 1.12.1924 — 20.10.1925 капитан 1 ранга (тайса) Ёсио Такита (яп. 瀧田吉郎);
- 20.10.1925 — 1.12.1925 капитан 1 ранга (тайса) Симпэй Кида (яп. 木田新平);
- 1.12.1925 — 1.11.1926 капитан 1 ранга (тайса) Исао Монаи (яп. 毛内効);
- 1.11.1926 — 15.11.1927 капитан 1 ранга (тайса) Сэйсити Ямагути (яп. 山口清七);
- 15.11.1927 — 10.12.1928 капитан 1 ранга (тайса) Сигэру Кикунэ (яп. 菊野茂);
- 10.12.1928 — 20.8.1929 капитан 1 ранга (тайса) Ёрио Савамото (яп. 沢本頼雄);
- 20.8.1929 — 1.11.1929 капитан 1 ранга (тайса) Ибо Такахаси (яп. 高橋伊望);
- 1.11.1929 — 1.12.1930 капитан 1 ранга (тайса) Ёсио Хатия (яп. 蜂尾義尾);
- 1.12.1930 — 15.11.1932 капитан 1 ранга (тайса) Кэнсукэ Мадарэмэ (яп. 斑目健介);
- 15.11.1932 — 1.11.1933 капитан 1 ранга (тайса) Минору Таюи (яп. 田結穣);
- 1.11.1933 — 25.5.1934 капитан 1 ранга (тайса) Масао Канадзава (яп. 金沢正夫);
- 25.5.1934 — 15.11.1934 капитан 1 ранга (тайса) Тору Идзава (яп. 井沢徹);
- 15.11.1934 — 21.11.1935 капитан 1 ранга (тайса) Суэаки Касуга (яп. 春日末章);
- 21.11.1935 — 15.2.1936 капитан 1 ранга (тайса) Митиаки Камата (яп. 鎌田道章);
- 15.2.1936 — 10.11.1936 капитан 1 ранга (тайса) Кюхати Кудо (яп. 工藤久八);
- 10.11.1936 — 2.8.1937 капитан 1 ранга (тайса) Кандзи Угаки (яп. 宇垣完爾);
- 2.8.1937 — 15.12.1938 капитан 1 ранга (тайса) Косо Абэ (яп. 阿部孝壮);
- 15.12.1938 — 15.11.1939 капитан 1 ранга (тайса) Саданао Ямадзаки (яп. 山崎貞直);
- 15.11.1939 — 15.10.1940 капитан 1 ранга (тайса) Дзэнсукэ Каномэ (яп. 鹿目善輔);
- 15.10.1940 — 28.8.1941 капитан 1 ранга (тайса) Юдзи Такахаси (яп. 高橋雄次);
- 28.8.1941 — 5.6.1942 капитан 1 ранга (тайса) Мицутаро Гото (яп. 後藤光太郎);
- 5.6.1942 — 5.12.1942 капитан 1 ранга (тайса) Симпэй Асано (яп. 浅野新平);
- 5.12.1942 — 18.12.1942 капитан 1 ранга (тайса) Мицухара Уэда (яп. 上田光治);

## Использованная литература и источники
1. ↑  Лакруа и Уэллс, 1997, с. 23.
2. ↑  Лакруа и Уэллс, 1997, с. 21.